# Clytus mayeti
Clytus mayeti är en skalbaggsart som beskrevs av André Théry 1892. Clytus mayeti ingår i släktet Clytus och familjen långhorningar. Inga underarter finns listade i Catalogue of Life.